# Anthoceros patagonicus
Anthoceros patagonicus là một loài rêu trong họ Anthocerotaceae. Loài này được Hässel de Menéndez mô tả khoa học đầu tiên năm 1990.